# Prohres, Semenivka
Prohres (în ucraineană Прогрес) este un sat în comuna Hotiivka din raionul Semenivka, regiunea Cernihiv, Ucraina.

## Demografie
Componența lingvistică a localității Prohres
     Ucraineană (52,05%)
     Rusă (47,95%)
Conform recensământului din 2001, majoritatea populației localității Prohres era vorbitoare de ucraineană (52,05%), existând în minoritate și vorbitori de rusă (47,95%).